# Northwest Miramichi River
Der Northwest Miramichi River ist der ca. 135 km lange linke Quellfluss des Miramichi River in der kanadischen Provinz New Brunswick.

## Flusslauf
Der Northwest Miramichi River entspringt auf einer Höhe von 390 m in der Historians Range im Norden des Northumberland County unweit des Flusslaufs des Nepisiguit River.
Er fließt anfangs knapp 100 km in überwiegend östlicher Richtung durch eine hügelige Landschaft. Nach der Einmündung der linken Nebenflüsse Tomogonops River und Portage River wendet sich der Northwest Miramichi River auf den folgenden 40 Kilometern nach Süden. Auf diesem Abschnitt münden der Big Sevogle River und der Little Sevogle River von Westen kommend in den Fluss. Bei Flusskilometer 20 mündet der Little Southwest Miramichi River, der wichtigste Nebenfluss, von Westen kommend in den Northwest Miramichi River. Dieser wendet sich anschließend nach Osten. Von Norden kommend trifft der Northwest Millstream auf den Fluss, bevor sich dieser schließlich westlich der Stadt Miramichi mit dem Southwest Miramichi River zum Miramichi River vereinigt.
Im Flusssystem des Northwest Miramichi River kommt der Atlantische Lachs vor.

## Hydrologie
Der Fluss entwässert ein Areal von ca. 3800 km². Der mittlere Abfluss am Pegel Trout Brook 40 km oberhalb der Mündung beträgt 21,9 m³/s. Im April und im Mai führt der Fluss die größte Wassermenge mit im Mittel 59,7 bzw. 63,9 m³/s. Der Unterlauf des Flusses befindet sich im Bereich der Gezeitenströmung.